# Disteniidae
A Disteniidae a rovarok (Insecta) osztályában a bogarak (Coleoptera) rendjébe, azon belül a mindenevő bogarak (Polyphaga) alrendjébe tartozó család.

## Elterjedésük
Ez a család a Gondvánából származik és mintegy 300 fajt számlál. Nemei a déli félteke minden régiójában széleskörűen elterjedtek, az északin sokkal ritkábbak. Részletesebben Észak-Amerikában csak kevés, Európában egyetlen faja sem él. Ezzel szemben Madagaszkár rendkívül fajgazdag különös tekintettel az endemikus Nethinius nemre.

## Fordítás
- Ez a szócikk részben vagy egészben  a   Disteniidae című angol Wikipédia-szócikk fordításán alapul.  Az eredeti cikk szerkesztőit annak laptörténete sorolja fel. Ez a jelzés csupán a megfogalmazás eredetét és a szerzői jogokat jelzi, nem szolgál a cikkben szereplő információk forrásmegjelöléseként.